# Phường 2, Quận 4
Phường 2 là một phường cũ thuộc Quận 4, Thành phố Hồ Chí Minh, Việt Nam.

## Địa lý
Phường 2 nằm ở phía tây nam Quận 4, có vị trí địa lý:
- Phía đông giáp Phường 3 và Phường 6
- Phía tây giáp Phường 1
- Phía nam giáp Phường 3
- Phía bắc giáp Quận 1 với ranh giới là kênh Bến Nghé.

Phường có diện tích 0,35 km², dân số năm 2021 là 16.134 người,  mật độ dân số đạt 46.097 người/km².

## Hành chính
Phường 2 được chia thành 6 khu phố đánh số từ 1 đến 6 với 43 tổ dân phố.

## Lịch sử
Ngày 9 tháng 12 năm 2020, Ủy ban thường vụ Quốc hội ban hành Nghị quyết 1111/NQ-UBTVQH14 về việc sắp xếp các đơn vị hành chính cấp huyện, cấp xã và thành lập thành phố Thủ Đức thuộc Thành phố Hồ Chí Minh (nghị quyết có hiệu lực từ ngày 1 tháng 1 năm 2021). Theo đó, sáp nhập toàn bộ 0,16 km² diện tích tự nhiên và 5.114 người của Phường 5 vào Phường 2.